# 丹尼爾·奧謝霍夫斯基
丹尼爾·奧謝霍夫斯基（葡萄牙語：Daniel Orzechowski；1985年6月1日—）是一位巴西游泳運動員。他擅長蛙泳。他代表巴西參加了2012年倫敦奧運會。